# 八王子市立みなみ野小中学校
八王子市みなみ野小中学校（はちおうじしりつ みなみのしょうちゅうがっこう）は、東京都八王子市みなみ野にある公立の小中一貫校。八王子市立みなみ野小学校および八王子市立みなみ野中学校で構成されている。

## 概要
当校は、都市再生機構が事業主体の「南八王子土地区画整理事業」により開発されたみなみ野シティ（八王子ニュータウン）内に計画された小学校・中学校2校のうちの1校（もう1校の中学校は七国中学校）。
八王子市小中一貫教育に関する基本方針にのっとり、小中学校での9年間を見通した教育活動を行っている。校舎はみなみ野小とみなみ野中を廊下で繋げている。
小1から小4、小5から中1、中2と中3という3つの発達段階を注視しながら、自主的に学び、自立した児童・生徒を育てるため、数年先を見据えてみなみ野君田小学校と連携している。特に家庭環境の把握や教員の折衝力の向上に努めながら、生活指導上、規範意識の高揚や不登校対応など、中学校との円滑な接続を図っている

## 沿革
- 1997年（平成9年）4月1日 - 八王子市立みなみ野小学校および八王子市立みなみ野中学校が開校
- 2001年（平成13年）3月31日 - 校舎増築工事終了（6教室増築、みなみ野中学校と連結）
- 2003年（平成15年）4月1日 - 七国小学校・七国中学校が開校し[3]、学区が分かれる。児童254名、生徒24名移籍。
- 2007年（平成19年）4月1日 - みなみ野君田小学校が開校し、学区が分かれる。児童85名移籍。
- 2009年（平成21年）4月1日 - 八王子市内2番目の小中一貫校としてみなみ野小中学校が開校
- 2018年（平成30年）4月1日 - 地域運営学校に指定される
- 2019年（平成31年）4月1日 - 八王子市教育委員会研究指定校（特別活動）
- 2020年（令和2年）4月1日 - 大型モニター全教室設置
- 2021年（令和3年）4月1日 - 東京都教育委員会小学校教科担任制等推進校（1年次）1人1台学習用パソコン端末導入[4][5]

## 教育目標
自主性と創造性に富み、思いやりの心をもち、持続可能な社会のつくり手となるように心身共に調和のとれた児童・生徒を育成する。また、生涯にわたり学び、自ら豊かな人生を創造するとともに、国際社会の形成者として必要とされる基本的資質を養う。
- ◎自ら学び向上する人（重点）
- 〇思いやりがありやさしい人
- 〇心身を鍛え健康な人[6]

### 学級規模
- 児童数は1学年82名、2学年92名、3学年102名、4学年107名、5学年94名、6学年98名　合計575名である。
- 生徒数は1学年176名、2学年173名、3学年195名　合計544名である（2023年|令和5年1月1日現在）[7]。

### 特色ある教育活動
- 全教育活動において、一貫カリキュラムで学習活動を行う。
- 基礎学力の定着　小学校から中学校まで基礎学力の定着を目指し、中学では長期休業中に「補習授業」を実施。
- 読書指導を充実し、児童・生徒に思考力、読解力を培う。
- 9年間を見通したキャリア教育に取り組み、勤労観・職業観を培う[8]。

## 学校行事
（小中合同）１学期に、スポーツフェスティバルが小中合同で開催される。
（小学校）２学期には、　（展覧会　音楽祭　学芸会）のどれかが行われる
第六学年は、１学期に日光移動教室を行う。また第五学年は、２学期に静岡移動教室を行う
（中学校）各学年で修学旅行が、行われる。仮入部（第一学年）職場体験学習（第二学年）赤ちゃんふれあい事業（第三学年）補習などがある。

## 通学区域
八王子市
- 片倉町2090-2111・2135-2145・2191-2195・2292・2308・2498-2503・2505・2508-2568・2581-2588・2888
- 小比企町3080・3082・3084・3089・3097・3103・3122・3500・3504・3506・3510
- 七国四丁目1-7
- 七国五丁目1-13
- 西片倉一丁目、二丁目、三丁目全域
- 兵衛一丁目1-27
- みなみ野一丁目全域
- みなみ野二丁目1-21
- みなみ野三丁目10-32
- みなみ野五丁目1-20
- みなみ野六丁目全域

## 学区（中学校）
八王子市立　みなみ野小学校
みなみ野君田小学校
緑ヶ丘小学校
由井第三小学校
横山第二小学校
山田小学校

## アクセス
- JR横浜線の八王子みなみ野駅徒歩7分

### 近隣の小学校、中学校
- 八王子市立七国小学校
- 八王子市立七国中学校
- 八王子市立みなみ野君田小学校

### 周辺の施設
- けやき公園
- ファミリーマート小比企町店
- 東日本旅客鉄道株式会社八王子みなみ野駅
- mioショピングセンター
- アクロスモール
- 京王電鉄京王片倉駅

### 小中関連
- 八王子市立の中学校一覧
- 八王子市立の小学校一覧
- 東京都中学校一覧
- 東京都小学校一覧
- 日本の小中一貫校を追記。
- 八王子市立いずみの森義務教育学校特別支援学級拠点校
- 八王子市立館小中学校　八王子市の小中一貫校
- 八王子市立高尾山学園　八王子市の「不登校の児童・生徒のための体験型」小中一貫校
- 八王子市立いずみの森義務教育学校　八王子市の小中一貫校
- みなみ野　みなみ野小中学校の所在地
- みなみ野シティ　みなみ野小中学校の周辺案内
- 八王子市立みなみ野君田小学校
- 八王子市立由井第二小学校